# IPhone 3GS
iPhone 3GS je smartphone od firmy Apple Inc., který byl představen jako nástupce modelu iPhone 3G 8. června 2009 na Celosvětové konferenci vývojářů (WWDC 2009) v Moscone Center v San Franciscu.
iPhonem 3GS Apple nastartoval tzv. tik-tak cyklus, kdy je zcela nová generace představena (s novým pořadovým číslem) jednou za dva roky (iPhone 3G, 2008 - iPhone4, 2010), a zbylé roky jsou vyplněny S generací, tj. vylepšeným modelem z předchozího roku, který se liší převážně v technických specifikacích (ve případě designu se jedná o minimální změny).

## Historie

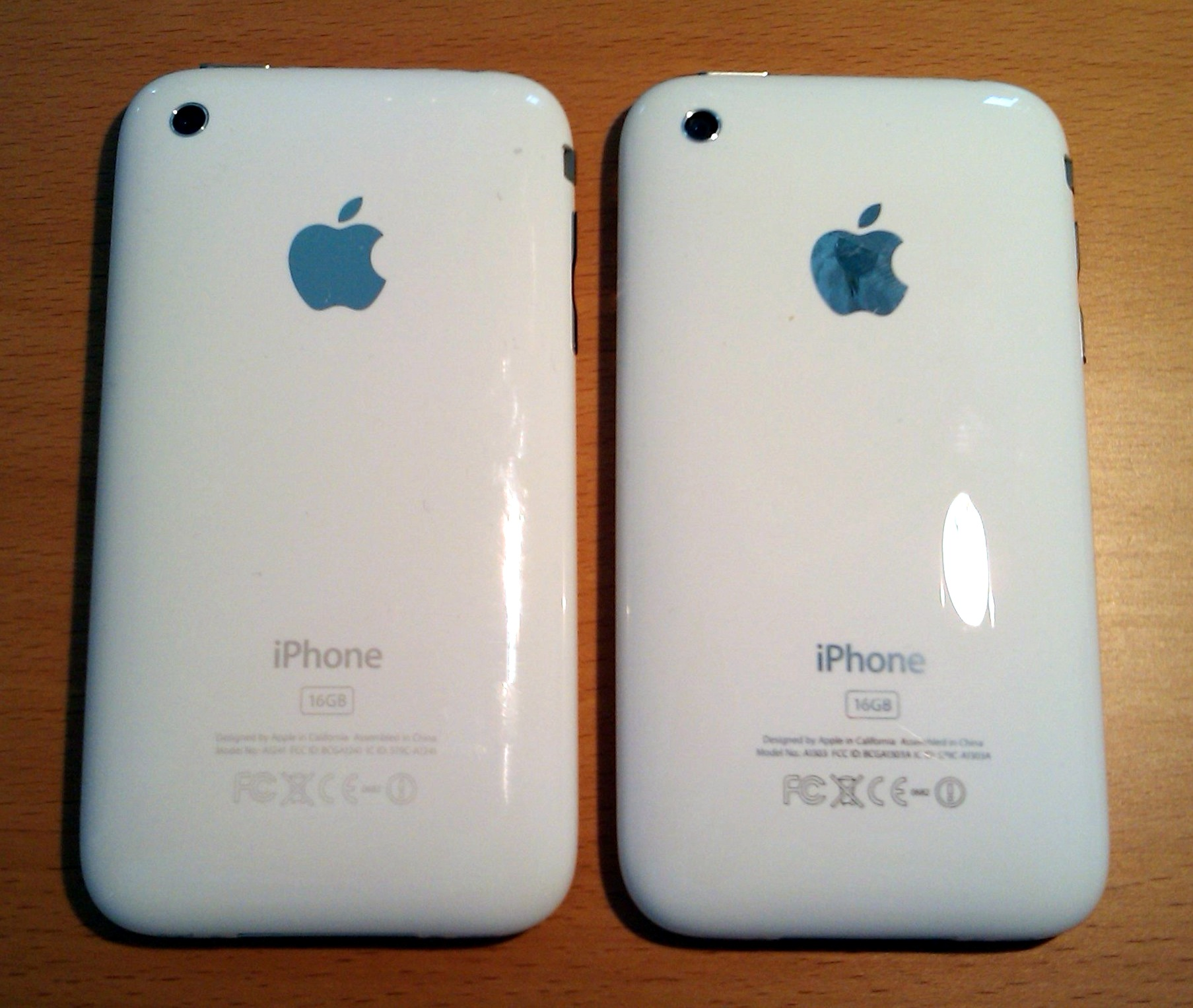
Zadní strana bílé verze

Dne 8. června 2009 byla na Celosvětové konferenci vývojářů představena inovovaná verze iPhone, nejdříve s označením iPhone 3G S, následně však byla oznámena změna značení na iPhone 3GS. Nově představený model se od předchozího liší rychlejším procesorem, dvojnásobnou velikostí paměti, kvalitnějším grafickým procesorem s podporou OpenGL 2.0, kvalitnějším fotografickým čipem s možností natáčení videa a přítomností magnetometru (digitálního kompasu).Byla také změněna úprava povrchu displeje, aby lépe odolávala mastnotě a dala se lépe čistit.
Za první víkend se prodalo milion kusů iPhone 3GS, čímž byl překonán rekord iPhone 3G z předchozího roku.

## Hardware
iPhone 3GS vypadá totožně, jako jeho předchůdce iPhone 3G. Veškeré inovace proběhly uvnitř přístroje.
V zařízení byl použit procesor Samsung S5PC100 ARMv7 Cortex-A8 833 MHz podtaktovaný na 600 MHz, grafický koprocesor PowerVR MBX Lite 3D a operační paměť byla oproti předchozímu modelu zdvojnásobena na 256 MB (eDRAM). Pro uživatele bylo připravené integrované flashové úložiště o velikosti 8, 16, či nově i 32 GB. Stejně jako jeho předchůdce, byl i iPhone 3GS dostupný jak v černé, tak v bílé barvě.
Jako první iPhone dokáže nativně natáčet video (bez nutnosti dohrávat aplikaci třetích stran), avšak pouze v rozlišení VGA s 30 fps.
Samotnou výrobu přístroje prováděla, podobně jako u ostatních výrobků společnosti Apple firma Foxconn.

## Software
iPhone 3GS byl dodáván s předinstalovaným operačním systémem iPhone OS 3.0. Nejnovější verzí systému, kterou je možné na tento model nainstalovat, je iOS 6.1.6 z roku 2014.[p 1] Tato verze představuje zároveň poslední aktualizaci, kterou iPhone 3GS obdržel, čímž byla ukončena jeho oficiální softwarová podpora.